# Jeziory (województwo wielkopolskie)
Jeziory – osada położona w Wielkopolskim Parku Narodowym, w województwie wielkopolskim, w powiecie poznańskim, w gminie Mosina , nad Jeziorem Góreckim.
W istniejącym tutaj pałacu mieści się siedziba Dyrekcji i Muzeum Wielkopolskiego Parku Narodowego. Pałac, jak i droga z Komornik prowadząca do Jezior potocznie nazywane są Greiserówką (Grajzerówką). Pałac, zbudowany w czasie II wojny światowej, był siedzibą niemieckiego namiestnika Kraju Warty – Arthura Greisera. Zanim został siedzibą WPN, pełnił rolę sanatorium przeciwgruźliczego. W latach 1975–1998 miejscowość położona była w województwie poznańskim.
W osadzie posadowiony jest głaz upamiętniający Izabelę Dąmbską, a nieopodal znajduje się obszar ochrony ścisłej Pod Dziadem.

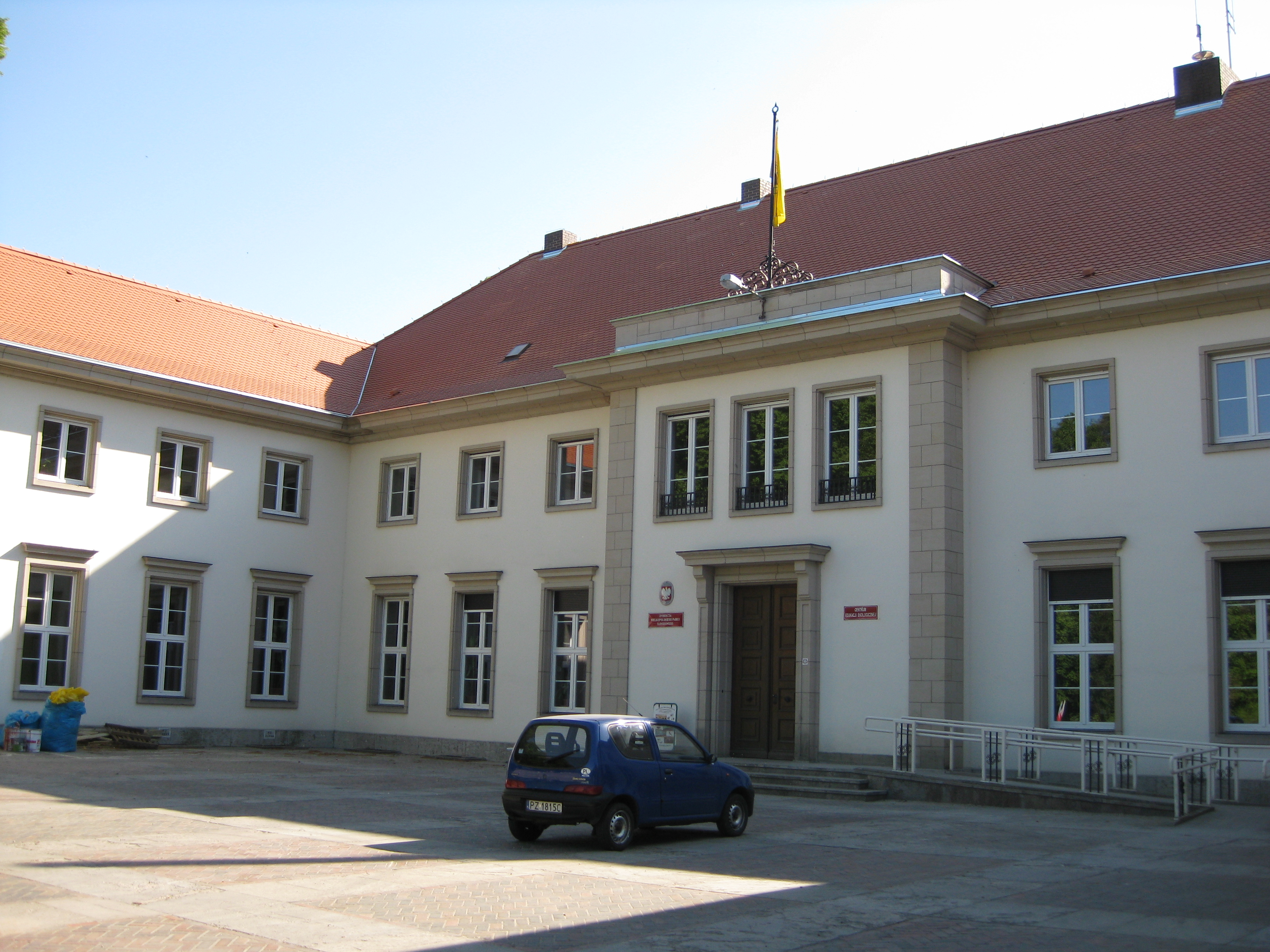
Budynek dyrekcji Wielkopolskiego Parku Narodowego (od frontu)
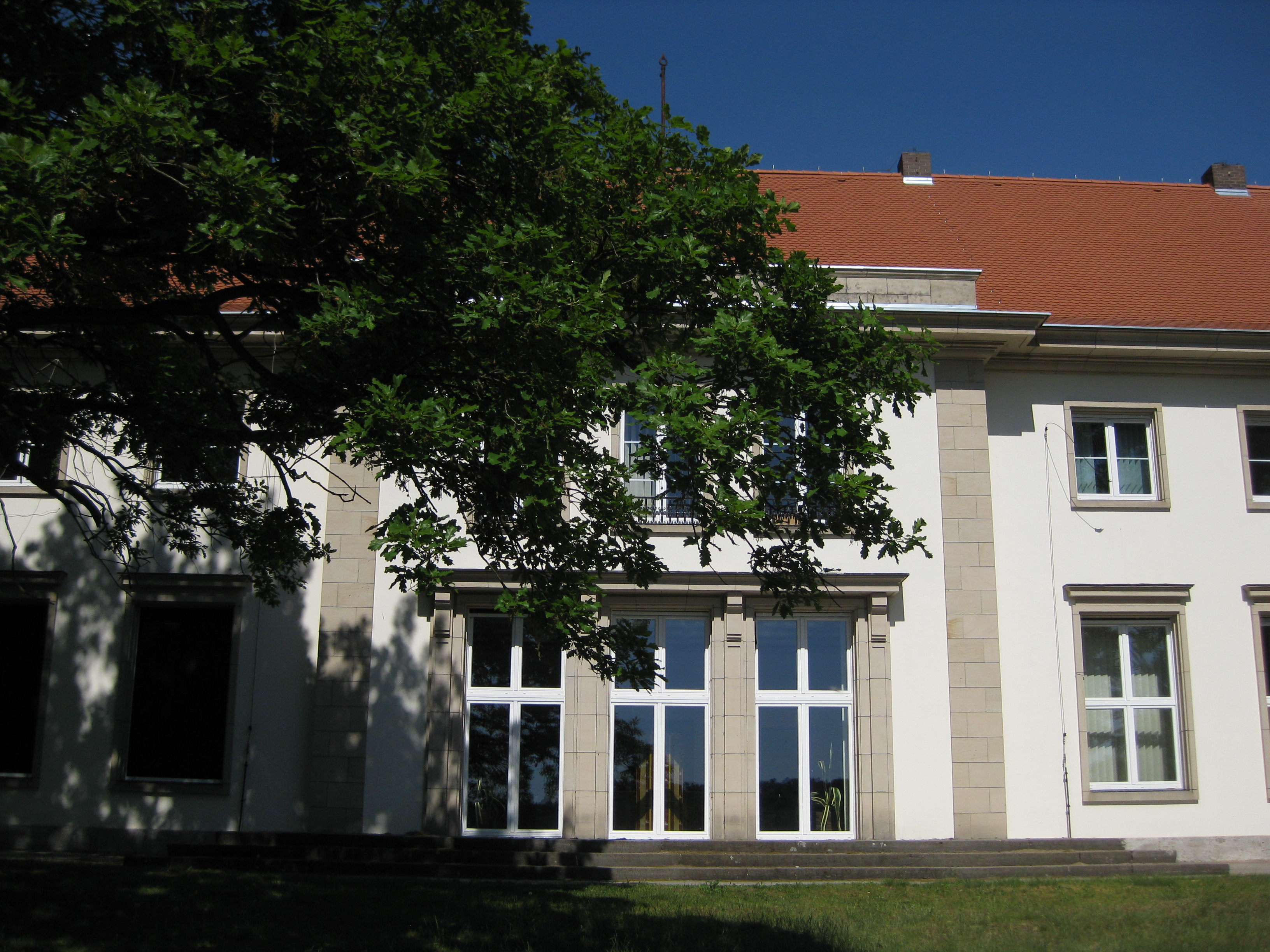
Budynek dyrekcji (od strony Jeziora Góreckiego)